# Гриффитс, Стивен
Стивен Шон Гриффитс (англ. Stephen Shaun Griffiths; род. 24 декабря 1969, Дьюсбери, Уэст-Йоркшир) — британский серийный убийца и каннибал. Признан виновным в совершении серии убийств проституток в североанглийском городе Брэдфорде.

## Биография
Стивен Шон Гриффитс  родился в Дьюсберри 24 декабря 1969 года. В возрасте 17 лет был задержан за вооружённое нападение — он напал с ножом на менеджера супермаркета — и осуждён на 3 года. Отбывая этот срок, он заявил, что в будущем станет убийцей, поэтому психиатры заключили, что он представляет себя серийным убийцей. В 1991 году ему был поставлен диагноз — шизоидная психопатия. Через год он вновь был арестован — он напал на девочку и удерживал нож у её горла, получив за это 2 года. В 2009 году Гриффитс предположительно связался с докторами философии Брэдфордского университета по поводу исследований убийства.
Полицейские наблюдали за Гриффитсом в течение двух лет до его ареста, и конфисковали при задержании у него охотничьи ножи и арбалет. Стивен также был замечен за чтением книг про расчленение людей. Они связались с жилищным товариществом, и оборудовали дом Гриффитса лучшей системой видеонаблюдения в ожидании инцидентов.
Гриффитс был задержан по подозрению в убийствах 24 мая 2010 года благодаря видеозаписи с камеры наблюдения. В мае он предстал перед судом в первый раз, получив прозвище «Каннибал с арбалетом». Позже было назначено второе заседание суда. 7 июня он вновь предстал перед судом посредством видеосвязи и датой суда было назначено 16 ноября. В ожидании суда он четырежды пытался совершить суицид. Кроме того, известно, что он 2 месяца пробыл на «голодном пайке», в этот период ему были запрещены любые посещения. 21 декабря 2010 года был обвинён в совершении трёх убийств после чистосердечного признания.

## Преступления
Всего было убито три человека:
- Сьюзен Рашворт (43 года) — пропала 22 июня 2009 года. Останки так и не были найдены[17].
- Шелли Армитаж (31 год) — пропала 26 апреля 2010 года. 25 мая 2010 году в реке Эр были найдены следы человеческих тканей. Позже было установлено, что ткани принадлежат Армитаж[18].
- Сюзанна Блеймирес (36 лет) — пропала 21 мая 2010. Части тела Блеймирес были найдены 25 мая 2010 года в реке Эр вместе со следами тканей Армитаж[18].

## Реакция
- Дэвид Кэмерон, новый премьер-министр от консервативной партии, прокомментировал убийства, совершённые Гриффитсом, как «ужасно шокирующие». Также он сказал, что декриминализацию проституции нужно «пересмотреть», но в то же время он добавил: «Мы не должны делать поспешных выводов из этого происшествия — декриминализация может принести множество проблем». Позднее помощники Кэмерона настояли на том, что нужно не легализовать проституцию, а решить социальные проблемы, связанные с ней — помочь женщинам выбраться с улиц и бороться с наркоманией[19]. Кроме того, сам Кэмерон призвал к ужесточению мер по отношению к проституткам и наркоманам[19][20]. Дебаты по поводу закона, защищающего проституток, всё ещё продолжаются[21].
- В 2011 году издательство John Blake Publishing выпустило книгу Сирила Диксона The Crossbow Cannibal: The Definitive Story of Stephen Griffiths — The Self-Made Serial Killer (с англ. — «Каннибал с арбалетом: Точная история Стивена Гриффитса — серийного убийцы, добившегося успеха своими силами»). История описывает, как убивал и как был пойман Стивен Гриффитс[22].
- Эндрю Хоу, пишущий для The Telegraph, составил список известных британских серийных убийц. Несмотря на то, что Гриффитс в сам список не попал, репортёр отметил во вступлении, что «Каннибал с арбалетом» мог бы стать одним из худших убийц Великобритании[23].